# Die Unwertigen
Die Unwertigen ist ein Dokumentarfilm von Renate Günther-Greene aus dem Jahr 2009 über das jeweilige Schicksal von vier Heimkindern, die während des „Dritten Reichs“ Opfer der nationalsozialistischen Rassenhygiene wurden und dieser zum Opfer fielen.
Dem Film vorangestellt sind folgende Worte: „Man muss diesen Film sehen, wenn wir verstehen wollen, wie wir Jugendliche, die uns störten, ausgegrenzt und weggesperrt haben.“

## Inhalt
Die Kinder, die in die Maschinerie des NS-Terrors gerieten, waren weder Juden noch Kommunisten oder Angehörige einer anderen von den Nazis gehassten Gruppe, sie waren einfach nur Kinder. Abgestraft wurden sie, weil ihre Eltern entweder von der Gestapo verhaftet wurden oder sie nicht dem Idealtypus des „wertigen Deutschen“ entsprachen.
Als Waltraut Richards Mutter wegen links-liberaler Gesinnung ins Konzentrationslager verbracht wird, werden Waltraut und ihre Geschwister in Heime abgeschoben. Die in einem litauischen Dorf lebende Frau hatte politischen Häftlingen geholfen und wurde von diensteifrigen Nachbarn verraten. Zudem hatte sie sich geweigert, der NSDAP beizutreten. Später werden die Geschwister getrennt. Erst Jahre später sehen sie sich wieder. Zudem ist Hunger für die Kinder ein täglicher Begleiter, brutale Prügelstrafen und Schikanen ebenso.
Der siebzehnjährige Günter Discher muss ins Jugendkonzentrationslager Moringen bei Hamburg, weil er die verbotene Swing-Musik hört, die von den Nazis als entartet eingestuft wird. Oft leidet Günter unter Hunger und sieht sich Schikanen ausgesetzt. Viele seiner Mitinsassen sterben infolge der katastrophalen Lebensbedingungen dort.
Bei der neunjährigen Elfriede Schreyer, die eine Schreib- und Leseschwäche hat, wird „mittlerer Schwachsinn“ diagnostiziert. Man schiebt sie auf den Kalmenhof im hessischen Idstein ab. Dieses Heim erweist sich für viele der dort Hingebrachten lediglich als eine Zwischenstation, da man sie ab 1941 in die nahegelegene Tötungsanstalt Hadamar verlegte und dort im Rahmen des NS-Euthanasieprogramms ermordete. Bis zum Kriegsende fanden hier an die 600 Kinder und Jugendliche den Tod. Elfriede bekommt im Kinderheim mit, wie Kinder Opfer der Krankenmorde werden. Sie musste dort viel arbeiten, Lesen und Schreiben hat sie nie gelernt, einzig das Martyrium hat sie überlebt. Als der Krieg beendet war, wurde sie jedoch nicht entlassen, sondern musste über Jahrzehnte weiter im Heim bleiben. Elfriede Schreyer brachte drei Kinder zur Welt, die ihr alle entzogen wurden, weil es ihr als „Schwachsinniger“ nicht erlaubt sei, Kinder großzuziehen. Eine wirkliche Überprüfung der gestellten Diagnose gab es nie. Erst Anfang der 1970er-Jahre wurde ihr durch den Einsatz einer Psychologin der Schritt in die Freiheit und ein selbstbestimmtes Leben ermöglicht.
Richard Sucker, ein uneheliches Kind, wird seiner Mutter im Alter von noch nicht einmal zwei Jahren für immer entrissen und muss bereits im Alter von  vier Jahren Zwangsarbeit leisten. Seine Kindheit wird geprägt von Prügel und aufgezwungener Arbeit. Bei Sucker hat sich die Erfahrung eingegraben, dass sich an seiner Situation nach dem Ende des Krieges eigentlich nichts geändert habe. Sucker besucht erstmals das Grab seiner Mutter, an die er keinerlei Erinnerung nehr hat. Als er zum ersten Mal am Grab seiner Mutter steht, ist die Verzweiflung in seiner Stimme erkennbar.
Allen diesen Kindern wurde ihre Kindheit und Jugend geraubt, ein gestohlenes Leben, das ihnen niemand zurückbringen kann. Die schlimmen Erfahrungen, die sie machen mussten, bestimmten auch später ihr Leben, das dadurch leidvoll blieb. Zumindest eine Wiedergutmachung blieb ihnen bisher versagt.

## Produktionsnotizen, Veröffentlichung
Produziert wurde der Film von Menschentaucher (Düsseldorf) in Zusammenarbeit mit Pillefilm (Köln), dem WDR (Köln) und 3sat (Mainz). Die Redaktion des Films lag bei Susan ne Spröer (WDR), die Produktionsleitung bei Uwe Herpich (WDR) und der Erstverleih beim Kulturporjektor (Lehrte). Gefördert wurde der Film durch die Film- und Medien Stiftung NRW (Düsseldorf).
Der Kinostart des Films erfolgte in Deutschland am 19. November 2009 durch die Agentur Kulturprojektor. Das Studio UAP Video GmbH gab den Film am 3. März 2011 auf DVD heraus. Er enthält englische Untertitel.

## Kritik
Auf der Seite Kino.de war lesen: „Regisseurin und Autorin Renate Günther-Greene nimmt mit ihrer Dokumentation ein besonders dunkles Kapitel der deutschen Nazivergangenheit unter die Lupe: Die von Hermann Göring erlassenen so genannten Nürnberger Rassengesetze, die mit hohlen, pseudowissenschaftlichen Begründungen Menschen als ‚lebenswert‘ bzw. ‚unwertig‘ deklarierten. Neben Juden, Roma, Sinti, Homosexuellen u.v.m. waren es auch Kinder, die den grotesken Urteilsschemata zum Opfer fielen. Der Film beschäftigt sich darüber hinaus mit der Verdrängung des Themas bis in die heutige Zeit.“ So erklären die Betroffenen in Realinterviews, „welche Folgen es für ihre weitere Laufbahn hatte, vom Staat als ‚lebensunwert‘ erklärt zu werden.“
Das Lexikon des internationalen Films stellte fest: „Der bewegende Film lässt seine inzwischen betagten Protagonisten ausführlich zu Wort kommen und enthält sich dabei jeder billigen Emotionalisierung. Schockierend und skandalös ist die Entdeckung, dass die diskriminierten Menschen bis in die 1970er-Jahre in Heimen weggeschlossen blieben.“
Der Filmreporter Timo Buschkämper führte auf der Seite filmreporter.de aus: „Ihren wissenschaftlich schlicht dummen und menschlich grausamen Rassengesetzen folgend, kategorisiert das Nationalsozialistische Dritte Reich ab 1935 neben Juden, Roma und Sinti, Homosexuelle und anderen gesellschaftlich nicht ins Konzept passende Gruppen auch zehntausende Heranwachsende als lebensunwert.“ Weiter schrieb er, dass die Dokumentation von Regisseurin und Autorin Renate Günther-Greene „dieses grausige Kapitel der Nationalsozialistischen Herrschaft“ beleuchte und darüber hinaus auch „von der gesellschaftlichen Verdrängung der Ereignisse nach 1945, dem zweiten Verbrechen an den unzähligen minderjährigen Opfern.“
Auf der Seite Kinozeit ist zu lesen, dass das Thema der „Aussortierung“ Renate Günther-Greene nicht mehr losgelassen habe, nachdem sie per Zufall durch den Lebensgefährten einer Freundin „auf das bis heute weitgehend verdrängte Thema gestoßen“ sei. „Ihr unaufdringlich gestalteter, aber umso eindringlicherer Film“ sei „ein wichtiges und bedrückendes Dokument und“ zeige „in erschreckender Weise, wie lange sich das Gedankengut der Unwertigkeit bis in unsere Tage gehalten“ habe.
Die Redaktionskritik von Cinema sah in dem Film eine „berührende, formal recht ungeholfene Doku“, die an das Schicksal von jungen Menschen erinnere, die „in der NS-Zeit eingesperrt und misshandelt“ worden seien.
Bei Programmkino.de führte Luitgard Koch aus: „Der außergewöhnliche Dokumentarfilm ‚Die Unwertigen‘ über Rassenhygiene und Eugenik im Dritten Reich bei Heimjugendlichen und Kindern ist ein wertvolles Dokument gegen Vergessen, Verdrängen und Verleugnen der Verbrechen aus der NS-Zeit. Mutig gibt Regisseurin Renate Günther-Greene mit ihrem ergreifenden Film den Ausgegrenzten von damals eine Stimme und ein Gesicht, bevor es zu spät ist. Menschliche Schicksale werden schmerzhaft lebendig. Gleichzeitig zwingt der erschütternde Film zu einem luziden Blick auf unser Erziehungssystem von den 50ziger Jahren bis heute.“ „Beispielhaft behutsam, niemals distanzlos oder gar voyeuristisch,“ nähere sich die Kamera den Protagonisten. Der Film besteche „durch seine unaufdringlich, aufklärerische Haltung.“